# Kalinóc
Kalinóc (horvátul Kalinovac) falu és község Horvátországban, Kapronca-Kőrös megyében. Közigazgatásilag Batinske és Molvice települések tartoznak hozzá.

## Fekvése
Szentgyörgyvártól 4 km-re délkeletre Čivićevac
-patak partján fekszik.

## Története
Kalinovac első említése 1270-ből származik. A középkori falut valószínűleg Ulama pozsegai szandzsákbég 1552-es szlavóniai hadjárata során pusztította el a török. A török pusztítás után a szentgyörgyi uradalom területén alapított települések közé tartozik. 1639-ben már szerepel egy akkor készített térképen. A katonai határőrvidékek megalapítása után a szentgyörgyi kapitányság alá tartozott egészen annak 1871-es megszüntetéséig. Közben 1780-ban nagy tűzvész pusztított a faluban, melynek során házak nagy része leégett. A katonai közigazgatás kivonulása lehetővé tette a falu további fejlődését. Plébániáját 1881-ben alapította Josip Mihalović bíboros, zágrábi érsek. A templom felépítése előtt a hívek egy régi, fából épített kápolnába jártak istentiszteletre, mely a falu felső végén állt. A plébániatemplomot 1867-ben építették neogótikus stílusban. A templomot először a Szentháromságról akarták elnevezni, mivel akkor még állt a Szent Lukács kápolna. Ezt azonban még az építés során mégis lebontották és berendezését az új templomba vitték át. Így a templomot végül Szent Lukács tiszteletére szentelték fel. Iskoláját 1881-ben alapították egy családi házban, mai épületét 1957-ben avatták. 1888-ban és 1892-ben ismét tűzvészek pusztítottak. 1894-ben megalakult a helyi önkéntes tűzoltóegylet. 
A falunak 1857-ben 1424, 1910-ben 2375 lakosa volt. Trianonig Belovár-Kőrös vármegye Szentgyörgyi járásához tartozott. 2001-ben a falunak 1573, a községnek 1725 lakosa volt.

## Nevezetességei
Szent Lukács evangélista tiszteletére szentelt római katolikus plébániatemploma 1867-ben épült. Tervezésével Kolarić építészt bízták meg, aki egyhajós épületet tervezett sokszögzáródású szentéllyel, neogótikus ablakokkal. Az épület kelet-nyugati tájolású, latin kereszt alaprajzú, a bejárat a keleti oldalon található, felette 38 méter magas karcsú harangtoronnyal. A hajóban balról és jobbról is három színes neogótikus üvegablak áll. A főoltár képét a kápolnából hozták át. Mellékoltárait Szent József és a Lourdes-i Szűzanya tiszteletére szentelték. 10 regiszteres orgonája Michael Heferer műhelyében készült. Rendkívül szép az 1885-ben Bécsben készített Szentsír is.
A település központjában helytörténeti múzeum épülete védett kulturális emlékhely. Az épület egy kissé kiemelkedő helyen áll. Eredetileg a katonai határőrvidék katonai legénységének elhelyezésére építették, valószínűleg a 18. század második felében, a határőrvidékek átszervezése után. A kalinóci helyőrség ekkor a Szentgyörgyvári ezred része volt, amelynek adminisztrációja Belovárban volt. A félig földbe süllyesztett pince egyszerű téglalap alaprajzú. A belső tér funkcionálisan a laktanyák igényeinek megfelelően volt kialakítva, irodából és lakóegységből állt.

## Külső hivatkozások
- A község hivatalos oldala
- A plébánia honlapja
- Az alapiskola honlapja